# Сан-Хуан Канал
Сан-Хуан Канал (англ. San Juan Canal) — річка, повноводний канал в окрузі Коросаль (Беліз). Довжина до 10 км. Свої води несе до Карибського моря, зокрема в затоку-бухту Четумаль, витікаючи з Лагуни Кокос (Cocos Lagoon). До середини ХХ століття це була гирлова частина річки Фрешвотер, яка вливалася до озера, а витікаючи з нього, отримала наймення на честь одного з політичних лідерів країни.
Протікає територією округу Коросаль, поруч поселень: Проґрессо (Progresso) і Літтл Беліз (Little Belize)та Куппер Банк (Copper Bank) і Чунокс (Chunox). Річище глибоке, розташоване в болотяній низині, гирло широке й утворює невеличкий естуарій при впадінні до затоки.